# 道の駅うご
道の駅うご（みちのえき うご）は、秋田県雄勝郡羽後町にある国道398号の道の駅である。

## 概要
愛称である「端縫（はぬ）いの郷」は町を代表する伝統行事「西馬音内盆踊り」で踊り手が着用する伝統的な衣装から名付けられている。

## 施設
- 駐車場
  - 普通車：88台
  - 大型車：6台
  - 身障者用： 3台
- 駐輪場：10台
- トイレ: 19器　※24時間利用可能
  - 身障者用： 1器
- シャワー室　※24時間利用可能
- 公衆電話： 1台
- 農産物直売所（4月 - 10月：9:00 - 19:00、11月 - 3月：9:00 - 18:00）
- レストラン
  - 端縫いダイニング（11:00 - 17:00、ラストオーダー：16:30）※夜は予約制
- カフェ
  - ボンカフェ（8:30 - 17:00、ラストオーダー：16:30）※朝食メニューあり
- ファーストフードコーナー
  - うご・じぇら（4月 - 10月：10:00 - 17:00、11月 - 3月：10:00 - 16:00）
- 情報提供施設（9:00 - 18:00）
- 休憩施設　※24時間利用可能
- 授乳スペース　※24時間利用可能
- 北都銀行西馬音内支店端縫いの郷出張所（店舗外ATM）

### 管理団体
- 株式会社おも・しぇ[3][4]

## アクセス
- 国道398号 - 登録路線

## 周辺
- 羽後町役場
- 羽後町総合体育館